# 변온동물

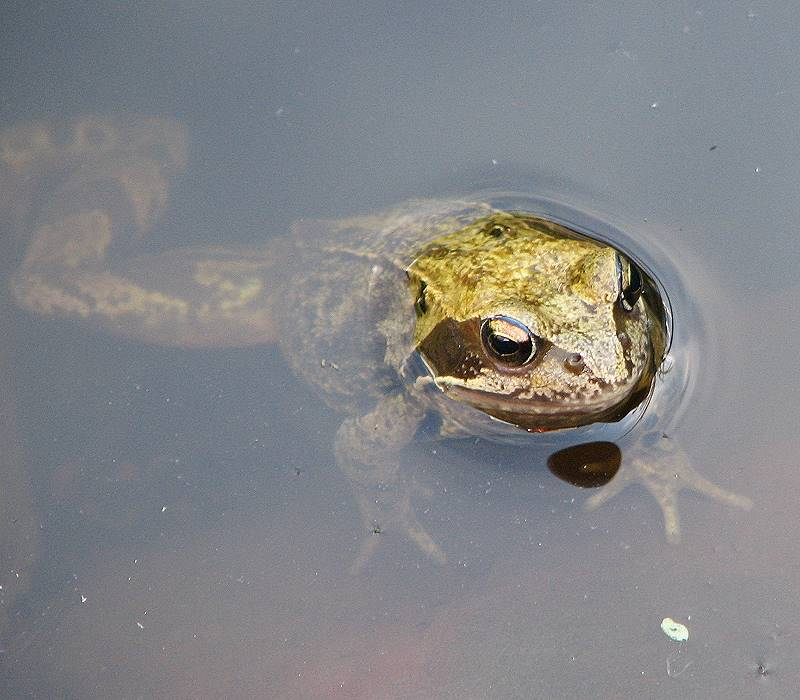

변온동물(變溫動物, poikilotherm)은 외부 온도에 따라 체온이 변하는 동물을 말한다. 조류, 포유류를 제외한 거의 모든 동물이 이에 해당한다.(공룡의 경우 정온동물로 보는 경우도 있다.) 대부분의 변온동물은 체온 조절을 위한 열원을 주로 환경에서 얻는 열에너지에 의존한다. 이러한 동물은 몸의 방향을 바꾸어서 태양에너지의 수용량을 조절하기도 하고, 서식장소를 선택해 체온을 조절한다.

## 특징
변온동물에서도 체온을 조절하는 것을 볼 수 있다. 예를 들면, 꿀벌은 겨울에 기온이 내려가면 군집을 형성해 열의 발산을 방지함과 동시에 근육운동으로 발열한다. 이 때문에 꿀벌은 동면하지 않고 월동할 수 있다. 많은 도마뱀류는 체온이 내려가면 피부에 있는 색소세포를 확산하고 복사열을 흡수하여 체온을 높인다. 반대로 체온이 너무 올라가면 호흡 횟수를 늘려서 입에서 열을 발산시키거나 색소세포를 모아서 열의 흡수를 방지한다. 이러한 체온 조절은 한계가 있기 때문에 체온이 어느 정도 이하로 내려가면 체내의 신진 대사가 낮아져서 활발하게 활동하지 못하게 된다. 그 때문에 개구리, 뱀, 도마뱀 등은 겨울에 땅속에 들어가서 동면을 하고 열대지방에서는 덥고 건조한 시기에 하면을 한다.

## 참조
1. ↑  Milton Hildebrand; G. E. Goslow, Jr. Principal ill. Viola Hildebrand (2001년). 《Analysis of vertebrate structure》. 뉴욕: Wiley. 492쪽. ISBN 0-471-29505-1.